# Stazione di Kawachi-Iwafune
La stazione di Kawachi-Iwafune (河内磐船駅?, Kawachi-Iwafune-eki) è una stazione ferroviaria della città di Katano, nella prefettura di Osaka in Giappone. La stazione è gestita dalla JR West e serve la linea Katamachi (linea Gakkentoshi). Vicino si trova la stazione di Kawachi Mori della linea Keihan Katano.

## Linee
JR West
■ Linea Katamachi

## Struttura
La stazione è costituita da due marciapiedi laterali con 2 binari in superficie.
| 1 | ■ Linea Katamachi | per Kyōbashi, Kitashinchi e Amagasaki |
| 2 | ■ Linea Katamachi | per Matsuiyamate, Kizu e Nara         |

## Stazioni adiacenti
| ≪               | Servizio                | ≫               |
| Linea Katamachi | Linea Katamachi         | Linea Katamachi |
| --------------- | ----------------------- | --------------- |
| Tsuda           | Locale Rapido Regionale | Hoshida         |
| Nagao           | Rapido                  | Hoshida         |